# ソーラ・バーチ
ソーラ・バーチ（Thora Birch、1982年3月11日 - ）は、アメリカ合衆国の女優。

## 来歴・人物
ロサンゼルス出身。両親は以前成人映画に出演した俳優達で、『ディープ・スロート』にも出演している。一家のオリジナルの名前は"Biersch"で、ユダヤ系ドイツ人の家系である。またイタリア系・ノルディック系の血も引く。
幼い頃からTVCMやTVドラマなどに出演。はじめは可愛い子役というイメージだったが、『アメリカン・ビューティー』で、主人公の屈折した娘役で強烈な印象を残し、『ゴーストワールド』でも思春期を迎えた不安定な少女を演じきって話題になった。前者の作品では英国アカデミー賞に、後者の作品ではゴールデングローブ賞候補となった。
2012年から学業に専念するべく、女優業を休業していたが、2015年に復帰した。

## 主な出演作品
| 公開年 | 邦題 原題                                                                      | 役名                                   | 備考           |
| ------ | ------------------------------------------------------------------------------ | -------------------------------------- | -------------- |
| 1991   | 愛に翼を Paradise                                                              | ビリー・パイク                         |                |
| 1991   | クリスマスに万歳! All I Want for Christmas                                     | ハリー                                 |                |
| 1992   | パトリオット・ゲーム Patriot Games                                             | サリー・ライアン                       |                |
| 1993   | ホーカス ポーカス Hocus Pocus                                                  | ダニ                                   |                |
| 1994   | ゆかいな天使/トラブるモンキー Monkey Trouble                                   | エヴァ                                 |                |
| 1994   | 今そこにある危機 Clear and Present Danger                                      | サリー・ライアン                       |                |
| 1995   | Dearフレンズ Now and Then                                                      | テニー                                 |                |
| 1995   | 新アウターリミッツ The Outer Limits                                            | アギー・トラバース                     | テレビシリーズ |
| 1996   | アラスカ/小さな冒険者たち Alaska                                               | ジェシカ・バーンズ                     |                |
| 1999   | アメリカン・ビューティー American Beauty                                       | ジェーン                               |                |
| 1999   | 地上(ここ)より何処(どこ)かで Anywhere But Here                                 | メアリー                               | クレジットなし |
| 2000   | ダンジョン&ドラゴン Dungeons & Dragons                                         | サヴィーナ                             |                |
| 2001   | 穴 The Hole                                                                    | リズ・ダン                             |                |
| 2001   | ゴーストワールド Ghost World                                                   | イーニド                               |                |
| 2006   | ANOTHOR アナザー Dark Corners                                                  | スーザン・ハミルトン／カレン・クラーク |                |
| 2008   | テラー トレイン Train                                                          | アレックス                             |                |
| 2009   | フローズン・ドリーム/煽情の殺人 Winter of Frozen Dreams                        | バーバラ・ホフマン                     |                |
| 2009   | シャッター リフレクション Deadline                                             | ルーシー                               |                |
| 2019   | ラストブラックマン・イン・サンフランシスコ The Last Black Man in San Francisco | ベッカ                                 |                |
| 2019   | エージェント・スミス Above Suspicion                                           | ジョリーン                             |                |
| 2019   | ウォーキング・デッド The Walking Dead                                          | ガンマ                                 | テレビシリーズ |
| 2021   | デス・ストーム 13 Minutes                                                      | ジェス                                 |                |